# 日曜ナイトプレミア
『日曜ナイトプレミア』（にちようナイトプレミア、Sunday Night Premiere）は、2011年4月24日から2012年3月18日までテレビ朝日系列で、毎週日曜日の23:15 - 翌0:10（JST）に放送された深夜ドラマ枠の冠タイトル。ハイビジョン制作でステレオ放送。

## 概要
2010年4月から2011年3月まで放送された『日曜ナイトドラマ』をリニューアル。以前は、連続ドラマのみの枠名だったが、この時間に放送される、単発バラエティ番組なども、この枠名で放送される模様である。当枠の第1作目として『アスコーマーチ〜明日香工業高校物語〜』（武井咲主演）が放送される。ドラマ以外のジャンルでの第1作目は、2011年8月7日放送の『芸人演出 GPトシ』。
改編期に単発バラエティ番組を放送する際は、一部の地域では他番組に差し替える事もある。さらに、『全英オープンゴルフ』といったスポーツ中継時や、国政選挙時の開票特番『選挙ステーション』などといった特別編成時には休止することもある。また、時には映画を2週に分けて放送することもある。2012年4月改編でドラマ枠からバラエティ枠になり、新番組の『日曜×芸人』が放送されることになったため、同年3月で終了した。
テレビ朝日の日曜深夜のドラマは、2017年5月1日開始の『サヨナラ、えなりくん』まで5年1ヶ月中断した。

### 備考
『日曜洋画劇場』終了後に、当枠番組の出演者が「『日曜洋画劇場』のあとは」と言ってから当枠番組のクロスプログラムが行われる（その前に『世界の車窓から』が放送される）。
当番組終了後は、『やべっちFC〜日本サッカー応援宣言〜』とのクロスプログラムが生放送で行われるが「（ナイトドラマの作品名）の後は…」というコメントはない。
2011年7月の「日韓共同ドラマ テレシネマ」は当初、8月7日～8月21日の3回放送する予定だったが、前の週に放送する予定だった「芸人演出 GPトシ」が後番組「やべっちFC」がなでしこジャパンW杯優勝に伴う放送時間拡大と編成の事情で翌週に延期。その為、8月14日と21日の2回に縮小。8月21日に放送する予定だった回は、関東地区では8月27日に放送した。
2012年3月11日は東日本大震災1周年特番のため、休止。
ABCテレビでは、本枠終了後、2016年10月から2018年3月を除いて、『東西芸人いきなり!2人旅』などの関西ローカル番組枠に移行、さらに2018年4月からは23時台後半に『ドラマL』が設定され、関西地区限定で6年ぶりに日曜23時台にテレビドラマが再開された。

## 基本放送時間
- 日曜日 23:15 - 翌0:10
  - 『バラ色の聖戦 30歳2児の母、モデルになる。』の10月2日放送回までは、日曜日 23:00 - 23:55。
  - 『日曜洋画劇場』の拡大などにより、遅延・休止の場合もある。

## 放送作品

### 2011年
- アスコーマーチ〜明日香工業高校物語〜（4月24日 - 7月3日）

原作：アキヤマ香
出演：武井咲、松坂桃李、賀来賢人、永山絢斗、笹野高史、勝村政信 ほか
制作：MMJ
- 日韓共同ドラマ テレシネマ（8月14日 - 8月21日）

日韓共同で制作された『テレシネマ7』全7作品のうち1作品を放送。
- バラ色の聖戦 30歳2児の母、モデルになる。（9月4日 - 10月9日）

原作：こやまゆかり
出演：吹石一恵、芦名星、長谷川朝晴、井上順、滝沢沙織、要潤、夏木マリ ほか
制作協力：アズバーズ
- 俺の空 刑事編（10月16日 - 12月18日）

原作：本宮ひろ志
出演：庄野崎謙、永井大、国仲涼子 ほか
制作：MMJ

### 2012年
- 妄想捜査〜桑潟幸一准教授のスタイリッシュな生活（1月22日 - 3月18日）

原作：奥泉光
出演：佐藤隆太、桜庭ななみ、倉科カナ、倍賞美津子 ほか
制作：東映

## 関連番組
- ドラマランド11（名古屋テレビ放送）
- 金曜ナイトドラマ
- 土曜ナイトドラマ (テレビ朝日)
- 土曜ミッドナイトドラマ
- ウイークエンドドラマ
- 土曜ナイトドラマ (朝日放送)
- 日曜ナイトドラマ
- ドラマL